# Coordinate
『coordinate』（コーディネイト）は、2003年3月26日にリリースされたT.M.Revolution6枚目のアルバム。発売元はアンティノスレコード。

## 概要
- ベスト・アルバムを挟んで前作『progress』から2年5ヵ月ぶりのアルバム。
- 累計売上は10.0万枚を記録した[1]。
- 本作リリース後にエピックレコードへ移籍したため、本作がアンティノスレコードより発売された最後のアルバムとなった。
- 本作よりソニー・ミュージックエンタテインメントの在米インディーズレーベル「東風レコード」よりアメリカでのローカライズ発売が開始されている。
- コンセプト・アルバムと銘打たれた1枚[2]。
- 『機動戦士ガンダムSEED』に向けたテーマが至る所に散りばめられている。
- アルバム名は『ガンダムSEED』におけるコーディネイターという人種概念より。
- 「ABORT//CLEAR」の曲名は『ガンダムSEED』において、機体がベースより射出される際にモニターに表示される「準備完了」のサインより。
- 「Out Of Orbit 〜Triple ZERO〜」「BOARDING」は、それぞれ「phase shift mix」「phase shift armoured version」として収録されているが、これは『ガンダムSEED』におけるフェイズシフト装甲より。
- 「Meteor -ミーティア-」は、TBS・MBS系アニメ『機動戦士ガンダムSEED』挿入歌に起用され、ミュージック・ビデオが制作。続編である『SEED DESTINY』および『SEED』・『SEED DESTINY』のHDリマスター版、劇場版『機動戦士ガンダムSEED FREEDOM』でも挿入歌として起用された。
- 「Juggling 〜acoustic GTR "turbo" starter〜」は、イントロに西川（turbo）が演奏するアコースティックギターの音が追加されている。
- 「INVOKE -インヴォーク- (TV opening version)」は、「INVOKE -インヴォーク-」のアニメで使用されたサイズのバージョンであり、シングル版とはミキシングが異なる。
- 「THUNDERBIRD (version"in the force")」は、4thアルバム『The Force』に収録された、9thシングルのAlbum mixを再収録したもの。
- 初回生産盤特典として、西川との握手会に参加する権利が当たるステッカーくじが封入。
- 本作のテーマカラーはオレンジ色。これは『ガンダムSEED』シリーズで西川が声優を担当したミゲル・アイマン、ハイネ・ヴェステンフルス専用モビルスーツのカラーとなっている。

## 収録曲
| 全作詞: 井上秋緒、全作曲・編曲: 浅倉大介。 |                                                    |           |            |                                    |      |
| #                                          | タイトル                                           | 作詞      | 作曲・編曲 | 出版社                             | 時間 |
| 1.                                         | 「ABORT//CLEAR」                                   | 井上秋緒  | 浅倉大介   | ソニー・ミュージックアーティスツ   | 3:24 |
| 2.                                         | 「Out Of Orbit 〜Triple ZERO〜 (phase shift mix)」 | 井上秋緒  | 浅倉大介   | 日本テレビ音楽                     | 4:38 |
| 3.                                         | 「INVOKE -インヴォーク-」                          | 井上秋緒  | 浅倉大介   | ソニー・ミュージックパブリッシング | 4:19 |
| 4.                                         | 「Meteor -ミーティア-」                            | 井上秋緒  | 浅倉大介   | ソニー・ミュージックパブリッシング | 4:11 |
| 5.                                         | 「NEO SPHERE」                                     | 井上秋緒  | 浅倉大介   | ソニー・ミュージックアーティスツ   | 3:55 |
| 6.                                         | 「BRIGADE」                                        | 井上秋緒  | 浅倉大介   | ソニー・ミュージックアーティスツ   | 6:00 |
| 7.                                         | 「Juggling 〜acoustic GTR "turbo" starter〜」      | 井上秋緒  | 浅倉大介   | ソニー・ミュージックアーティスツ   | 4:20 |
| 8.                                         | 「Tide Moon River」                                | 井上秋緒  | 浅倉大介   | ソニー・ミュージックアーティスツ   | 2:16 |
| 9.                                         | 「BOARDING (phase shift armoured version)」        | 井上秋緒  | 浅倉大介   | 読売テレビエンタープライズ         | 5:00 |
| 10.                                        | 「INVOKE -インヴォーク- (TV opening version)」     | 井上秋緒  | 浅倉大介   | ソニー・ミュージックパブリッシング | 1:31 |
| 11.                                        | 「THUNDERBIRD (version"in the force")」            | 井上秋緒  | 浅倉大介   | 日音                               | 4:51 |
| 合計時間:                                  | 合計時間:                                          | 合計時間: | 44:25      |                                    |      |

## 参加ミュージシャン・スタッフ
- サウンド・プロデューサー：浅倉大介
- プログラミング・キーボード・シーケンスギター：浅倉大介
- ギター：葛城哲哉（#1.2.3.4.5.6.7.9.10）
- ギター：是永巧一（#11）
- ギター：西川貴教（#7）
- コーラス：白須衛治（#2.3.5.7.8.9.10.11）
- レコーディング・エンジニア：浅倉大介、大里正毅、香椎茂樹
- ミキシング・エンジニア：浅倉大介（#7）
- ミキシング・エンジニア：大里正毅（#1.2.4.5.8.10）
- ミキシング・エンジニア：フィル・カッフェル（#3.6.11）
- マスタリング・エンジニア：阿部充泰
- ディレクター：井上哲生（SOYTZER MUSIC）
- ディレクター：生藤貴士（Einstein）